# 丁苯吗啉
丁苯吗啉是一种含氮有机化合物，分子式C20H33NO，属于吗啉类杀真菌剂，用于小麦等谷物的病害防治。